# チラーズ
『チラーズ』(英: Debbie Does Dallas ... Again)は、2007年に公開されたアメリカ合衆国の成人向けテレビ映画である。
ヴィヴィッド・エンターテインメントが制作した本作は、『デビー・ダズ・ダラス』シリーズの一つであり、モニク・アレクサンダー、サヴァンナ・サムソン、ヒラリー・スコット、ステファニー・モーガン、サニー・レオーネが出演した。
監督のポール・トーマスはオリジナル版をリメイクするというよりはむしろ、「デビーが死んで他のチアリーダーの身体を借りて転生するという、『天国から来たチャンピオン』に近いストーリーを紡ぎ上げた」と述べている。

2007年7月12日、ポルノ映画で初めて、著作権管理規格Advanced Access Content Systemを採用した本作のBlu-ray Disc版が発売された 。
同時に、本作はポルノ映画では初めて HD DVD版とBlu-ray Disc版の両方が発売された。当時、Blu-ray Disc版を出すポルノ映画会社はごくわずかだったが、Blu-ray Discリリースに必要な手続きを経ずBD-Rに書き込まれたものが販売されていることもあり、どのプレーヤーでも再生できるとは言えない状況であった。
Debbie Does Dallas Againという題名は、『デビー・ダズ・ダラス』のリメイク版の企画や収録を題材としたメイキング番組の題名にも使われていた。ワールド・オブ・ワンダーが制作したこの番組は、再放送にてDebbie Loves Dallas と改題された。

## キャスト
- モニク・アレクサンダー
- サヴァンナ・サムソン
- ヒラリー・スコット
- ステファニー・モーガン
- サニー・レオーネ

## 受賞歴
| 年   | 賞                 | 結果           | 部門                                                           | 対象者 |
| ---- | ------------------ | -------------- | -------------------------------------------------------------- | --- |
| 2008 | 第25回AVNアワード  | 受賞           | 最優秀レンタルタイトル（Top Renting Title of the Year – 2007） | N/A |
| 2008 | 第25回AVNアワード  | ノミネート     | 女優賞（映画）                                                 | ステファニー・モーガン |
| 2008 | 第25回AVNアワード  | ノミネート     | アナルセックス賞（映画）                                       | スターチ・ソーン & マーティー・ロマノ（Marty Romano）                                                                       |
| 2008 | 第25回AVNアワード  | ノミネート     | 美術賞（映画）                                                 | N/A |
| 2008 | 第25回AVNアワード  | ノミネート     | 撮影賞                                                         | N/A |
| 2008 | 第25回AVNアワード  | ノミネート     | カップル・セックスシーン賞                                     | ステファニ・モーガン& デリック・ピアース                                                                                    |
| 2008 | 第25回AVNアワード  | ノミネート     | 編集賞                                                         | ジャック・フリーダム（Jack Freedom）,マイルズ・ロッカ（ Miles Rocca）&フレッチャー・マーティン（ Fletcher Martin）          |
| 2008 | 第25回AVNアワード  | ノミネート     | 作品賞                                                         | N/A |
| 2008 | 第25回AVNアワード  | 受賞           | グループセックス賞                                             | ステファニー・モーガン,サヴァンナ・サムソン, モニク・アレクサンダー, エヴァン・ストーン, クリスチャン& ジェイ・ハンチントン |
| 2008 | 第25回AVNアワード  | 受賞           | オンライン・マーケティングキャンペーン賞（個人）               | N/A |
| 2008 | 第25回AVNアワード  | ノミネート     | 全体マーケティングキャンペーン賞（個人）                       | N/A |
| 2008 | 第25回AVNアワード  | ノミネート     | パッケージ賞                                                   | N/A |
| 2008 | 第25回AVNアワード  | ノミネート     | 脚本賞                                                         | フィル・ノワール（Phil Noir）                                                                                               |
| 2008 | 第25回AVNアワード  | ノミネート     | 特殊効果賞                                                     | N/A |
| 2008 | 第25回AVNアワード  | ノミネート     | 助演男優賞（映画）                                             | エヴァン・ストーン |
| 2008 | 第25回AVNアワード  | ノミネート     | 助演女優賞（映画）                                             | モニク・アレクサンダー |
| 2008 | 第25回AVNアワード  | ノミネート     | 助演女優賞（映画）                                             | ヒラリー・スコット |
| 2008 | F.A.M.E            | ファイナリスト | 長編映画賞                                                     | N/A |
| 2008 | ヴィーナスアワード | 受賞           | Best US Film                                                   | N/A |
| 2008 | XRCO殿堂           | ノミネート     | Most Outrageous DVD Xtras                                      | N/A |